# Cristian Tarragona
Cristian Alberto Tarragona (Santa Fe, 9 de abril de 1991) es un futbolista argentino que se desempeña en el puesto de delantero y su equipo actual es Unión de Santa Fe de la Liga Profesional de Fútbol.  

## Clubes
- Actualizado hasta el 28 de julio de 2025.

| Club                         | País      | Año       | Partidos | Goles |
| ---------------------------- | --------- | --------- | -------- | ----- |
| Arsenal                      | Argentina | 2012      | 1        | 0     |
| Alvear FC                    | Argentina | 2012-2013 | 23       | 6     |
| Colegiales de Concordia      | Argentina | 2013-2014 | 17       | 3     |
| Ramón Santamarina            | Argentina | 2014      | 2        | 0     |
| Tiro Federal                 | Argentina | 2015      | 18       | 4     |
| Juventud Unida Universitario | Argentina | 2015      | 16       | 11    |
| Temperley                    | Argentina | 2016      | 9        | 0     |
| Independiente Rivadavia      | Argentina | 2016-2017 | 36       | 13    |
| Atlante                      | México    | 2017-2018 | 24       | 5     |
| Platense                     | Argentina | 2018-2019 | 27       | 9     |
| Patronato                    | Argentina | 2019-2020 | 24       | 9     |
| Vélez Sarsfield              | Argentina | 2020-2021 | 36       | 9     |
| Gimnasia y Esgrima La Plata  | Argentina | 2022-2023 | 58       | 20    |
| San Lorenzo de Almagro       | Argentina | 2024      | 20       | 3     |
| Talleres de Córdoba          | Argentina | 2024-2025 | 38       | 5     |
| Unión de Santa Fe            | Argentina | 2025-Act. | 3        | 2     |

## Palmarés

### Campeonatos nacionales
| Título                  | Club                | País      | Año  |
| ----------------------- | ------------------- | --------- | ---- |
| Torneo Clausura         | Arsenal             | Argentina | 2012 |
| Supercopa Internacional | Talleres de Córdoba | Argentina | 2025 |

### Otros logros
| Torneo                          | Club                         | País      | Año  |
| ------------------------------- | ---------------------------- | --------- | ---- |
| Ascenso a la Primera B Nacional | Juventud Unida Universitario | Argentina | 2015 |